# Aro picti-Phillyreetum rodriguezii
Aro picti-Phillyreetum rodriguezii és una associació vegetal catalogada dins la fitosociologia mediterrània. Aquesta comunitat vegetal es troba principalment a les Illes Balears, especialment a l'illa de Mallorca. La definició oficial és "Mates basòfils menorquins amb aladerns".
Es tracta d'una comunitat de plantes que creixen en hàbitats específics vinculats amb el sòl, la llum i la disponibilitat d'aigua. Aquesta associació és notable per la seva composició florística única, que inclou espècies endèmiques i adaptades a les condicions mediterrànies.
La distribució geogràfica de l'Aro picti-Phillyreetum rodriguezii està limitada per les condicions climàtiques mediterrànies, que inclouen estius calorosos i secs i hiverns suaus i humits.

## Descripció
L'Oleo-Ceratonion litoral, situat immediatament enrere de la cintura de camèfits halòfils, mostra a Menorca característiques talment especials que és tractat com un grup a part. L'endèmic aladern menorquí és la planta dominant. A les zones més ventoses adopta un modelat aerodinàmic molt ajupit i fusiforme. Forma que pren una tofa de Phillyrea a l'illa d'en Colom. Puntejat: situació dels matolls de Daphne rodrigezii
Daphne rodriguezii és un petit arbust tortuós i poc lignificat endèmic de Menorca que es troba quasi exclusivament associat a aquesta associació vegetal. Es troba junt a l'aladern menorquí, però només en el costat interior del matoll, on es troba protegit de la violència extrema del vent.
Les aràcies Arum pictum i Dracunculus muscivorus semblen igualment lligades a aquesta màquia litoral. No s'observen més enllà d'alguns centenars de metres allunyades del mar. Són doncs caràcteristiques de l'associació. Una altra diferència amb l'ullastrar típic que té aquesta associació és la gran riquesa de geòfits.
En una situació menys extrema que la descrita (menys exposició al vent) s'hi troben dues variants més d'aquesta associació (la variant amb Daphe rodriguezii seria la més pura amb aladern menorquí):
- Variant amb Aetheorrhiza bulbosa
- Variant amb Clematis flammula